# Наваб Сайид Абдулла Хан
Наваб Сайид Абдулла Хан Бахадур Рохилла (ум. 1775) — наваб Рохилкханда (1748—1754), наваб Бадауна (1754—1774) и вождь племени Рохилла (1764—1774). Он был свергнут в результате махинаций Хафиза Рахмат Хана и заменён своим младшим братом Навабом Саадуллой. После этого он удалился к духовной жизни аскета. В конце концов он погиб, сражаясь с британцами в Рохиллской войне.

## Биография
Старший сын Али Мохаммеда Хана (1714—1748), наваба Рохилкханда (1721—1748). Мать — Маргалари Бегум (родом из племени Матни). Был увезен Надир-шахом в Афганистан и оставался пленником до 1752 года.
В 1748 году после смерти Али Мухаммеда Хана Абдулла Хан, еще находившийся в Афганистане, заочно унаследовал его владения в Рохилкханде. Его территориями в Индии управляет Наваб Хафиз Рахмат Хан в качестве регента. Абдулла Хан был освобожден и получил разрешение вернуться в свои владения в 1752 году. Получил Будаун при третьем разделе территорий Наваба Али Мухаммеда Хана в 1754 году.
На смертном одре его отец Али Мохаммед Хан Рохилла заставил своих министров поклясться на Коране уважать его волю и защищать его детей, пока они не достигнут зрелости. Он назначил Хафиза Рехмат хана регентом Рохилкханда до тех пор. Однако все министры и регент отказались от своих обещаний. В 1754 году они организовали ссору внутри правящей семьи и использовали ее как предлог для узурпации власти и богатства сирот. Он был свергнут в результате махинаций Хафиза Рахмат Хана и заменен своим младшим братом Навабом Саадуллой. После этого он удалился к духовной жизни аскета. В конце концов он погиб, сражаясь с британцами в Первой Рохиллской войне.
У Абдуллы Хана был сын и дочь. Сын Наваб Насрулла Хан Бахадур, взятый в качестве заложника в Кандагар вместе со своим отцом Надир-шахом, был регентом Рампура при своём племяннике Ахмаде Али Хане Бахадуре с 1794 по 1810 год. Дочь стала женой своего двоюродного брата Мухаммада Али Хана Бахадура, наваба Рампура (1750—1794), старшего сына Наваба Файзуллы Али Хана Бахадура.